# Les Fourmis (bande dessinée)
Les Fourmis est une bande dessinée reprenant le roman éponyme du même auteur Bernard Werber.
La bande dessinée Les Fourmis est l'adaptation du best-seller de Bernard Werber. Il suit le modèle habituel d'une trilogie basée sur une histoire inédite (Exit) ou un roman du même auteur (Les Thanatonautes). Mais comme Les Enfants d'Ève, dont la suite a été longtemps reportée, Les Fourmis est la première bande dessinée d'une série annulée, logiquement une trilogie, car ce premier opus retrace à peu près le tiers du roman éponyme. Il se concentre exclusivement sur les aventures vécues par les fourmis et abandonne l'intrigue parallèle liée aux humains.